# Fortunate Son (Star Trek)
Fortunate Son is de tiende aflevering van de serie Star Trek: Enterprise van 97 in totaal.

## Verloop van de aflevering in hoofdlijnen
De bemanning van de USS Enterprise NX-01 schiet een vrachtschip (de USS Fortunate) te hulp dat is aangevallen door Nausicaanse piraten. Echter blijkt dat zij een van de piraten gevangen hebben genomen, en hem martelen in de hoop achter de frequentie van hun energieschilden te komen. Als kapitein Archer van de Enterprise erachter komt waar de bemanning van de Fortunate mee bezig is, eist hij dat hij de gegijzelde Nausicaan mag spreken. Echter is Matthew Ryan, de tijdelijke bevelhebber van de Fortunate, zo gedreven om de Nausicanen te verslaan, dat hij de groep van de Enterprise aanvalt en hen achterlaat in een vrachtcompartiment.
Terwijl de Enterprise hun bemanningsleden in het compartiment redt, lokaliseert de Fortunate de piraten. Ze open het vuur vlak bij een asteroïde, die een opslagplaats voor gestolen goederen blijkt te zijn. Echter blijken de codes die ze verkregen hadden niet te werken en worden ze door de Nausicanen geënterd. Uiteindelijk kan de situatie opgelost worden, doordat de qua vuurkracht superieure Enterprise ten tonele verschijnt en zowel Ryan als de Nausicanen overhaalt om de wapens neer te leggen. Voordat ze weer vertrekken dreigen ze tegen de Nausicanen dat ze geen schepen van de Aarde mogen aanvallen. Ryan wordt door de kapitein gedegradeerd tot "capabel bemanningslid".

## Acteurs

### Hoofdrollen
- Scott Bakula als kapitein Jonathan Archer
- John Billingsley als dokter Phlox
- Jolene Blalock als overste T'Pol
- Dominic Keating als luitenant Malcolm Reed
- Anthony Montgomery als vaandrig Travis Mayweather
- Linda Park als vaandrig Hoshi Sato
- Connor Trinneer als overste Charles "Trip" Tucker III

### Gastacteurs
- Lawrence Monoson als Matthew Ryan
- Kieran Mulroney als Shaw
- Vaughn Armstrong als Maxwell Forrest
- Danny Goldring als een Nausicaanse kapitein

### Bijrollen
- Charles Lucia als kapitein Keene
- D. Elliot Wood] as een Nausicaanse gevangene
- Daniel Asa Henson as een jongen
- Elyssa D. Vito als een meisje

#### Bijrollen die niet in de aftiteling vermeld zijn
- Amy Kate Connolly als een bemanningslid van de Enterprise
- Mark Correy als Alex
- Evan English als vaandrig Tanner
- Hilde Garcia als bemanningslid Rossi
- Mark Ginther als een Nausicaan
- Jack Guzman als een bemanningslid van de Enterprise
- Aldric Horton als een bemanningslid van de Enterprise
- Martin Ko als een bemanningslid van de Enterprise
- Carmen Nogales als een bemanningslid van de Enterprise
- Carrick O'Quinn als een Nausicaan
- Prada als Porthos
- Mark Watson als een bemanningslid van de Enterprise
- Scott Workman als een Nausicaan

### stand-ins
- Michael Muñoz als stand-in voor Daniel Asa Henson
- Nancy Muñoz als stand-in voor Elyssa D. Vito